# José de Amézola
José de Amézola y Aspizúa (Izarra, 9 gennaio 1874 – Cercedilla, 1922) è stato un giocatore di palla basca spagnolo di origine basca, vincitore di una medaglia d'oro nella pelota basca maschile a squadre ai Giochi della II Olimpiade.

## Palmarès
In carriera ha conseguito i seguenti risultati:
- Giochi olimpici

Parigi 1900: oro nella pelota maschile a squadre.